# آلبرت موشغیان
آلبرت وارازداتی موشغیان (ارمنی: Ալբերտ Վարազդատի Մուշեղյան؛ زادهٔ ۲۷ سپتامبر ۱۹۳۱) تاریخ‌نگار ادبی، مترجم و لغت‌شناس اهل ارمنستان است.

## زندگی‌نامه
وی در ۲۷ سپتامبر ۱۹۳۱ در ایروان به دنیا آمد و از دانشگاه دولتی ایروان فارغ‌التحصیل گشت. وی عضو اتحادیه نویسندگان ارمنستان است. وی برنده جوایزی همچون نشان برجسته افتخار (۱۹۶۷)، مدال طلای دانشگاه دولتی ایروان (۲۰۱۰)، مدال نقره مانوک آبقیان (۲۰۰۹)، مدال موسس خورناتسی (۲۰۲۰) و مدال برای شایستگی ادبی  ۲۰۰۹ است.